# غرير ابن مقرض الفيتنامي
غرير ابن مقرض الفيتنامي (الاسم العلمي: Melogale cucphuongensis)، حيوان لبون من جنس غرير ابن مقرض وفصيلة ابن عرس. موطنه الأصلي فيتنام. وتم وصفه في عام 2011 ونويعاته المعروفة اثنان.